# Tetratheca remota
Tetratheca remota är en tvåhjärtbladig växtart som beskrevs av J. Thompson. Tetratheca remota ingår i släktet Tetratheca och familjen Elaeocarpaceae. Inga underarter finns listade i Catalogue of Life.